# Jane Wells Webb Loudon
Pour les articles homonymes, voir Loudon.
Jane Wells Webb Loudon, née le 19 août 1807 et mort le 13 juillet 1858, est une auteure anglaise et une des pionnières de la science-fiction. Elle a commencé à écrire avant que le terme « science-fiction » ne soit inventé. Elle est longtemps présentée comme une écrivaine de roman gothique, fantastique ou d'horreur. Elle crée également les premiers manuels de jardinage populaires, par opposition aux ouvrages horticoles spécialisés, redonnant à l'art du jardinage sa place auprès des jeunes femmes. Elle s'est mariée au célèbre horticulteur John Claudius Loudon.

## Jeunesse
Jane Webb est née en 1807 ; son père Thomas Webb, un riche fabricant d'Edgbaston (un quartier de Birmingham). Les sources varient sur son lieu de naissance. Selon l'Oxford Dictionary of National Biography (ODNB), elle serait née à Ritwell House, qui est peut-être aussi la Kitwell House à Bartley Green. Après la mort de sa mère en 1819, elle voyage en Europe pendant un an avec son père, apprenant plusieurs langues. À leur retour, les affaires familiales s'essoufflent et leur fortune se perd à cause d'une spéculation excessive. Son père vend la maison d'Edgbaston et déménage dans une autre de ses propriétés, Kitwell House à Bartley Green, à environ 9 kilomètres. Il meurt sans le sou en 1824, alors que Jane Webb n'a que 17 ans,,.

## The Mummy!
Après la mort de son père, elle constate, à la liquidation de ses affaires, « qu'il serait nécessaire de faire quelque chose pour mon entretien. J'avais écrit un roman étrange et sauvage, appelé The Mummy!, dans lequel j'avais planté la scène au vingt-deuxième siècle, et tenté de prédire l'état d'amélioration auquel ce pays pourrait éventuellement arriver. »

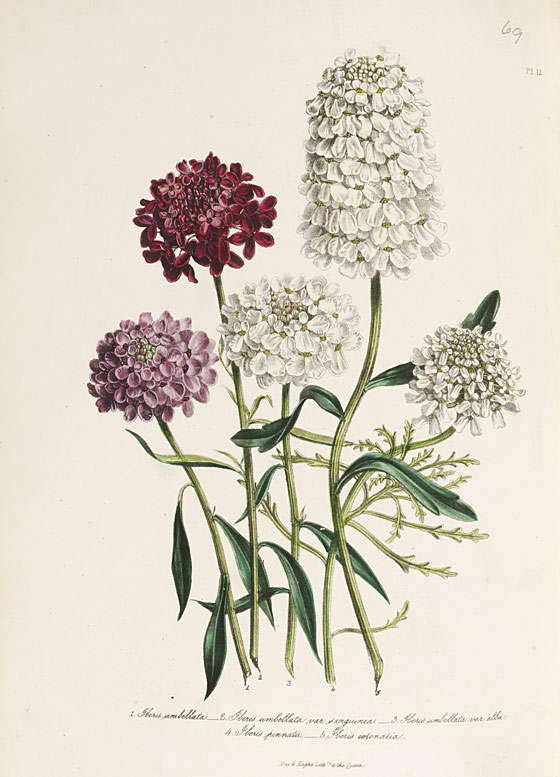
Planche tirée de La Julienne des Dames - Le Jardin des fleurs ornementales annuelles (1842)

Ses inspirations sont peut-être déterminées par l'exaltation de l'époque pour l’Égypte ancienne : elle s'est inspirée des recherches françaises de l'invasion napoléonienne de l'Égypte, des déballages publics de momies égyptiennes en 1821 dans un théâtre près de Piccadilly, auxquels elle a peut-être assisté lorsqu'elle était enfant. Elle est aussi très probablement influencée par le roman publié en 1818 par Mary Shelley, Frankenstein ou Le Prométhée moderne. Comme Shelley l'a écrit à propos de la création de Frankenstein : « Une momie à nouveau dotée d'animation ne pouvait pas être aussi hideuse que ce misérable », ce qui a peut-être déclenché le futur projet de la jeune Miss Webb. En tout cas, à de nombreux endroits, elle traite avec plus de clarté des éléments du livre précédent : le dégoût pour l'objet désiré, l'arrestation immédiate pour crime et tentative de mentir pour s'en sortir, , etc.. Cependant, contrairement au monstre de Frankenstein, le hideux Khéops ressuscité ne traîne pas les pieds pour s'occuper de l'horreur et de la mort, mais donne des conseils avisés sur la politique et la vie à ceux qui se lient d'amitié avec lui. D'une certaine manière, The Mummy! peut être considéré comme sa réaction aux thèmes abordés dans Frankenstein : sa momie dit spécifiquement qu'elle n'est autorisée à vivre que par la faveur divine, plutôt que d'être indiscutablement vivifiée par la science des mortels, comme l'essai de Hopkins en 2003 le couvre en détail.
Contrairement à de nombreuses premières œuvres de science-fiction (Le Dernier Homme et Le règne du Roi George VI, 1900–1925, écrites anonymement en 1763 ), Jane Wells Webb Loudon ne dépeint pas le futur comme son époque avec de simples changements politiques. Elle remplit son monde de changements prévisibles dans la technologie, la société et même la mode : les dames de sa cour portent des pantalons et des ornements de cheveux à flamme contrôlée ; les chirurgiens et les avocats peuvent être des automates actionnés par la vapeur ; une sorte d'Internet y est prédit. En plus d'essayer d'expliquer la reviviscence de la momie en termes scientifiques (par des chocs galvaniques plutôt que par des incantations), « elle incarnait des idées de progrès et de découvertes scientifiques, qui se lisent maintenant comme des prophéties » pour celles qui ont suivi dans les années 1800. Ses attitudes sociales ont valu au livre d'être classé parmi les romans proto-féministes.
The Mummy! est publié anonymement en 1827 par Henry Colburn sous la forme d'un roman en trois volumes, comme il est d'usage à cette époque, de sorte que chaque petit volume pouvait être transporté facilement. Il a suscité de nombreuses critiques favorables, dont une en 1829 dans The Gardener's Magazine sur les inventions qu'il proposait,.

## Mariage

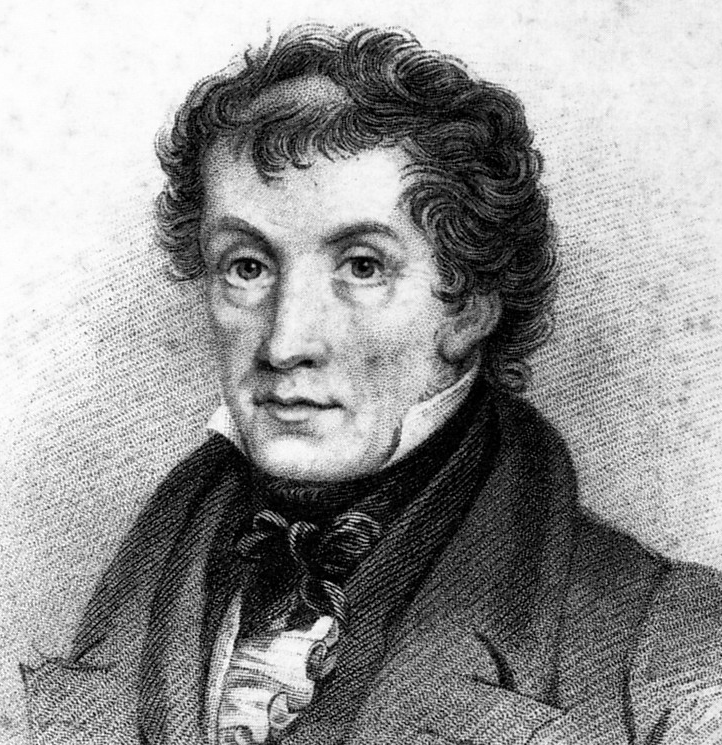
Jean Claudius Loudon

John Claudius Loudon écrit une critique favorable de La Momie dans un journal qu'il édite. Cherchant l'auteur du texte, qu'il suppose être un homme, il rencontre finalement Jane en 1830. Ils se marièrent un an plus tard.
Ils ont une fille, Agnès Loudon (1832-1863 ou 1864), qui devient auteure de livres pour enfants. Leur cercle d'amis comprend Charles Dickens et William Makepeace Thackeray.
En 1829, Jane Loudon publie les Histoires semi-fictives d'une mariée, sa deuxième et dernière incursion dans la fiction.
Son mari est considéré comme l'un des principaux horticulteurs de l'époque. Elle écrit sur le jardinage, avec des travaux d'entrée de gamme tels que Le jardin de fleurs des dames d'annuelles ornementales.

## Fin de vie
John Loudon décède d'un cancer du poumon en 1843, laissant Jane élever leur fille Agnès, âgée de 10 ans. Tout en gagnant sa vie en écrivant, elle reçoit une pension « méritée » de 100 £ par an de la Liste Civile.
À la fin de 1849, Jane Loudon commence à éditer The Ladies 'Companion at Home and Abroad, un nouveau magazine pour femmes. Si le magazine connaît un succès au départ, ses ventes chutent et elle démissionne. Elle meurt en 1858 à l'âge de 50 ans.

## Héritage

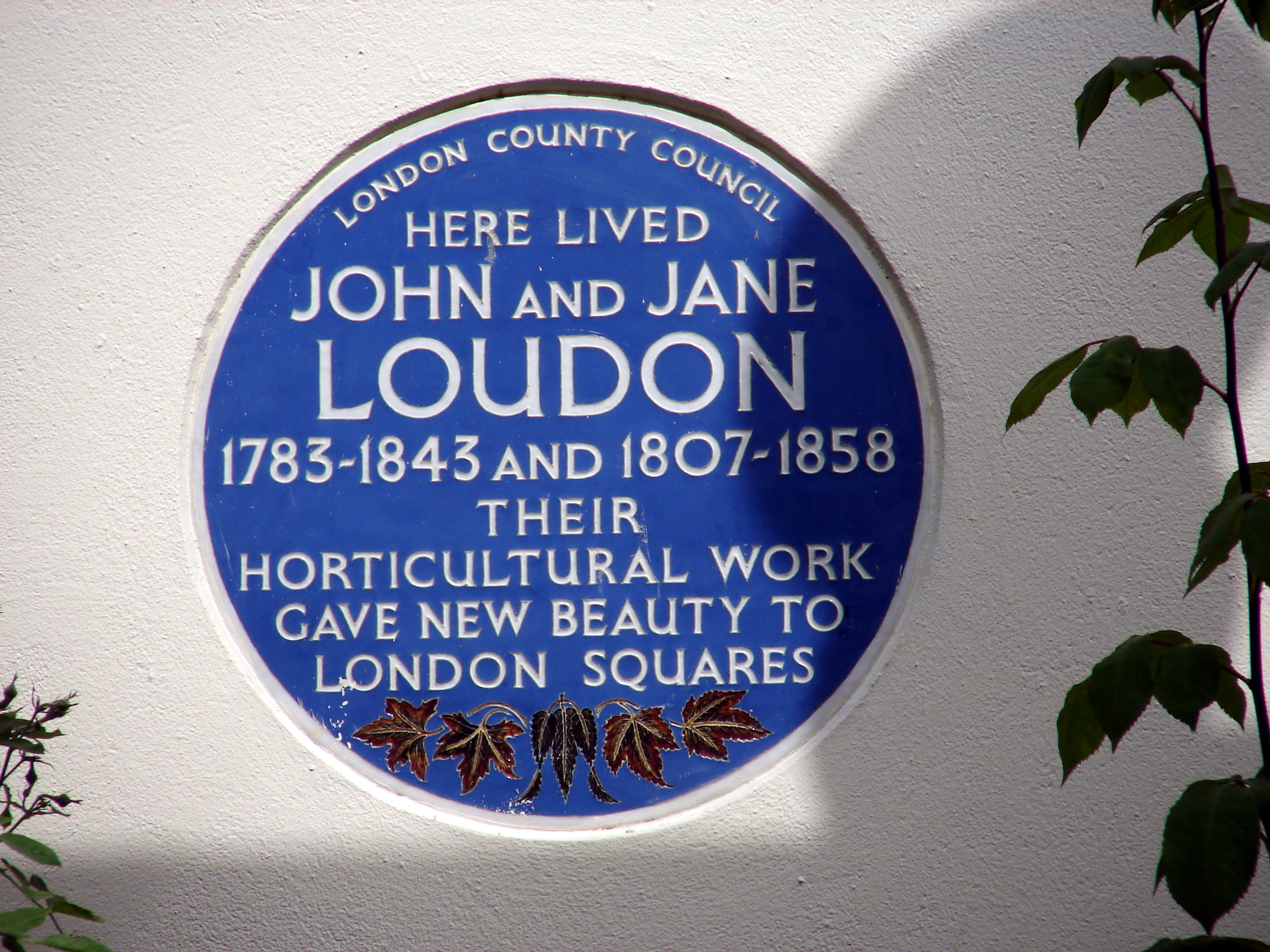
Plaque John et Jane Loudon, Bayswater (Londres).

En 2008, une plaque bleue est érigée en son honneur, par la Birmingham Civic Society, à l'école primaire de Kitwell (Birmingham), près du site de Kitwell House.
Une plaque commémorant conjointement Jane et John est également érigée sur leur ancienne maison, au 3 Porchester Terrace, Bayswater en 1953, par le London County Council.

## Œuvres
- The Mummy! [6]
- Histoires d'une mariée (1829)
- Livre de botanique des jeunes filles (1838)
- Jardinage pour dames (deuxième édition, 1851) (1840)
- Le jardin de fleurs des dames des plantes bulbeuses ornementales (1841)
- Le premier livre de botanique, 1841 (1841)
- Botanique pour dames (1842)
- Le magazine féminin du jardinage (1842)
- The Ladies Companion to the Flower Garden (septième édition, 1858) (première édition 1841)
- Mon propre jardin (1855)